# Michael Esper
Michael James Esper (nacido el 1 de diciembre de 1975) es un actor estadounidense, mejor conocido por su trabajo teatral.

## Primeros años
Esper nació en Manhattan y creció en Montclair, Nueva Jersey. Es hijo de los profesores de actuación William y Suzanne Esper, del William Esper Studio. Asistió a la escuela Saint Ann's en Brooklyn Heights. Asistió a la Universidad Rutgers después de asistir a Oberlin College durante un año.

## Carrera en el teatro
Esper ha aparecido en Broadway en The Last Ship de Sting, A Man for All Seasons, American Idiot de Green Day y The Lyons. También protagonizó los estrenos off- Broadway de Assistance de Leslye Headland, The Lyons de Nicky Silver, y The Intelligent Homosexual's Guide to Capitalism and Socialism with a Key to the Scriptures de Tony Kushner. Su voz está incluida en American Idiot: The Original Broadway Cast Recording, así como en el álbum del elenco de Lazarus.
Después de un descanso del trabajo escénico, regresó al teatro de Nueva York en febrero de 2014 con la nueva obra de David Grimm Tales from Red Vienna off-Broadway, junto a Nina Arianda. Siguió protagonizando el nuevo musical de Sting, The Last Ship. The Last Ship comenzó sus avances en Broadway en septiembre de 2014 y se prolongó hasta el 24 de enero de 2015. Esper también apareció en el nuevo musical Lazarus de David Bowie y Enda Walsh en el New York Theatre Workshop. Fue nominado a un premio Outer Critics Circle Award en 2016 por su actuación en Lazarus. Esper también apareció en El zoo de cristal de Tennessee Williams en el Festival de Edimburgo en 2016 y nuevamente en el Duke of York's Theatre de Londres, que estuvo en cartelera hasta el 29 de abril de 2017.
Sus créditos teatrales adicionales incluyen Crazy Mary, por la que ganó el premio Clarence Derwent, Big Bill, subUrbia, Manic Flight Reaction, As You Like It y The Four Of Us.

## Filmografía

### Teatro
| Año     | Título                                                                                      | Papel               | Compañía/Teatro                                                  |
| ------- | ------------------------------------------------------------------------------------------- | ------------------- | ---------------------------------------------------------------- |
| 2004    | Big Bill                                                                                    | Pete/Ball Boy/Otros | Lincoln Center Theater                                           |
| 2005    | Como gustéis                                                                                | Silvius             | Delacorte Theater                                                |
| 2005    | Manic Flight Reaction                                                                       | Luke                | Playwrights Horizons                                             |
| 2006    | subUrbia                                                                                    | Pony                | Second Stage Theatre                                             |
| 2006    | The Agony and the Agony                                                                     | Nathan              | Vineyard Theatre                                                 |
| 2007    | Largo viaje hacia la noche                                                                  | Edmund              | Teatro Druid (Dublín)                                            |
| 2007    | Crazy Mary                                                                                  | Skip                | Playwrights Horizons                                             |
| 2008    | Me Myself and I                                                                             | OTTO                | McCarter Theatre                                                 |
| 2008    | The Four of Us                                                                              | David               | Manhattan Theatre Club                                           |
| 2008    | A Man for All Seasons                                                                       | William Roper       | Roundabout Theatre Company (Broadway)                            |
| 2009–11 | American Idiot                                                                              | Will                | Berkeley Repertory Theatre, Teatro Saint James (Broadway)        |
| 2011    | The Intelligent Homosexual's Guide to Capitalism and Socialism with a Key to the Scriptures | Eli                 | Teatro Público, Guthrie Theater                                  |
| 2011–12 | The Lyons                                                                                   | Curtis Lyons        | Vineyard Theatre, Cort Theatre (Broadway)                        |
| 2012    | Assistance                                                                                  | Nick                | Playwrights Horizons                                             |
| 2014    | Tales from Red Vienna                                                                       | Bela Hoyos          | Manhattan Theatre Club                                           |
| 2014–15 | The Last Ship                                                                               | Gideon Fletcher     | Bank of America Theatre (Chicago), Neil Simon Theatre (Broadway) |
| 2015–16 | Lazarus                                                                                     | Valentine           | New York Theatre Workshop                                        |
| 2016    | El zoo de cristal                                                                           | Tom Wingfield       | Festival de Edimburgo                                            |
| 2016–17 | Lazarus                                                                                     | Valentine           | King's Cross Theatre (Londres)                                   |
| 2017    | El zoo de cristal                                                                           | Tom Wingfield       | Duke of York's Theatre (West End)                                |
| 2018    | Seared                                                                                      | Mike                | Williamstown Theatre Festival                                    |
| 2018    | Catch As Catch Can                                                                          | Tim/Theresa         | New Ohio Theatre                                                 |
| 2019    | A Bright Room Called Day                                                                    | Vealtninc Husz      | Teatro Público                                                   |
| 2022    | Slanted! Enchanted! A Pavement Musical                                                      | Essem               | Sheen Center                                                     |
| 2023    | Appropriate                                                                                 | Franz/Frank         | Second Stage Theater (Broadway)                                  |

### Películas
| Año  | Título                           | Papel            | Notas        |
| ---- | -------------------------------- | ---------------- | ------------ |
| 1995 | Dying is Easy                    | Albert Matson    |              |
| 2001 | A Beautiful Mind                 | Joven John Nash  |              |
| 2002 | American Gun                     | Ladrón           |              |
| 2005 | Loggerheads                      | Gill             |              |
| 2005 | Bittersweet Place                | Joey             |              |
| 2007 | Light and the Sufferer           | Paul             |              |
| 2010 | All Good Things                  | Daniel Marks     |              |
| 2012 | Watching TV with the Red Chinese | Billy            |              |
| 2012 | Frances Ha                       | Dan              |              |
| 2012 | Crazy Love                       | Joey             | Cortometraje |
| 2013 | Runner Runner                    | Billy Petricoff  |              |
| 2014 | The Drop                         | Rardy            |              |
| 2018 | For George on His 30th Birthday  | George Dougherty | Cortometraje |
| 2018 | Ben Is Back                      | Clayton          |              |
| 2022 | Resurrection                     | Peter            |              |
| 2023 | Beau tiene miedo                 | Oficial Johnson  |              |
| 2023 | The Creator                      | Capitán Cotton   |              |
| TBA  | Película sin título de Pavement  | Essem            |              |

### Televisión
| Año     | Título              | Papel               | Notas                                  |
| ------- | ------------------- | ------------------- | -------------------------------------- |
| 2009    | Law & Order         | David Sutton        | Episodio: "Take-Out"                   |
| 2009    | Bunker Hill         | Pete Walsh          | TV pilot                               |
| 2013    | The Good Wife       | Gregory Steck       | Episodio: "The Wheels of Justice"      |
| 2013    | Do No Harm          | Dr. Kenneth Jordan  | 13 episodios                           |
| 2013–14 | Person of Interest  | Jason Greenfield    | 2 episodios                            |
| 2014    | Believe             | Jack Callahan       | Episodio: "Sinking"                    |
| 2014–15 | Nurse Jackie        | Gabe                | 7 episodios                            |
| 2014    | Halt and Catch Fire | Ron Cane            | Episodio: "Close to the Metal"         |
| 2015    | Elementary          | Donald Pruitt       | Episodio: "The Cost of Doing Business" |
| 2016    | Shades of Blue      | Donnie Pomp         | 11 episodios                           |
| 2016    | The Family          | Doug                | 12 episodios                           |
| 2016    | BrainDead           | Noah Feffer         | 2 episodios                            |
| 2018    | Trust               | John Paul Getty Jr. | 10 episodios                           |
| 2019    | Ray Donovan         | Adam Rain           | 6 episodios                            |
| 2020    | The Outsider        | Kenneth Hayes       | 4 episodios                            |
| 2021    | Evil                | Científico          | Episodio: "B Is for Brain"             |